# Vulcan Point
Vulcan Point är en udde i Sydgeorgien och Sydsandwichöarna (Storbritannien). Den ligger i den östra delen av Sydgeorgien och Sydsandwichöarna.
Terrängen inåt land är lite kuperad.  Det finns inga samhällen i närheten. 